# Great Western (ladja)
Great Western je bil britanski parnik, ki ga je zasnoval Isambard Kingdom Brunel sredi 1830-ih. Bil je prva namensko grajena parna ladja za prečkanje Atlantika. V letih 1837−1839 je bil največja potniška ladja na svetu. Great Western je nekaj časa držal tudi prestižni Modri trak za najhitrejše prečkanje Atlantika. Dizajn je tudi vplival na razvoj ladij za njim. Med Krimsko vojno se je ladja uporabljala tudi za prevoz vojakov.